# Urolophus bucculentus
Urolophus bucculentus es una especie de pez raya poco conocida, de la familia Urolophidae, endémico del sureste de Australia. Se encuentra generalmente mar adentro, rodeando el contorno de la plataforma continental, a una profundidad de entre 65 a 265 metros   (213 a 869 pies). Es una especie relativamente grande que alcanza los 80 cm (2,91 pies) de largo. El sandyback stingaree posee una aleta pectoral  en forma de un disco de diamante, más ancha que larga, normalmente con un patrón dorsal con pequeñas muescas de un color más claro que el resto del dorso que es entre amarillento y pardusco. Su pequeña cola termina en una aleta caudal en forma de hoja y posee una aleta dorsal de considerable tamaño justo delante de la punzante espina dorsal.
Es un depredador que vive en las profundidades y que se alimenta de crustáceos. Es un vivíparo no placentario, es decir que las hembras dan a luz un feto histotrófico (“leche uterina”). Paren hasta cinco crías, en años alternos, después de una gestación de 14 a 19 meses. La industria pesquera, principalmente en New South Wales, ha capturado considerables cantidades de esta especie, por lo que su número ha mermado espectacularmente. Debido a la presión ejercida a raíz de su captura, la IUCN, International Union for Conservation of Nature, o Unión Internacional para la Conservación de la Naturaleza, UICN, ha declarado este pez como especie vulnerable.     

## Taxonomía
En una publicación de 1884,  Proceedings of the Linnean Society of New South Wales, el naturalista australiano William John Macleay describió a Urolophus bucculentus basándose en ejemplares capturados cerca de Port Jackson, en New South Wales (Nueva Gales del Sur), Australia. Dentro de su género, parece estar estrechamente relacionado con el patchwork stingaree (U. flavomosaicus) y el pez butterfly stingaree (U. papilio)

## Distribución y hábitat
U. bucculentus se halla distribuido de forma dispersa por las costas del suroeste australiano, desde Beachport, en el sur de Australia, hasta Tasmania y hasta las islas Stradbroke, frente a Queensland. Esta raya de fondo marino habita generalmente zonas con finos sedimentos en las proximidades de la plataforma continental y las partes altas de los taludes continentales, y raramente se aventura a acercarse a las costas. Se ha avistado a una profundidad de entre los 65 a los 265 m. (213 a 869 pies).

## Descripción
U. bucculentus posee una aleta pectoral en forma de disco de diamante mucho más ancha que larga, con bordes redondeados y unos márgenes rectos convergentes formando un ángulo obtuso. El hocico es carnoso y posee unos labios ligeramente protuberantes. Por detrás de sus pequeños ojos, posee unos espiráculos en forma de una coma, con unos bordes posteriores entre angulares y redondeados. El borde posterior del hocico a veces muestra una rugosidad, y entre los orificios se aprecia una capa de piel, en forma de falda, rodeada de finos flecos. Su boca es bastante grande y contiene pequeños dientes ligeramente ovalados en su base, así como 14 a 16 papilas (con forma de pezones) en la mandíbula inferior. Los cinco pares de hendiduras de las branquias, son cortas. Las aletas de la pelvis son pequeñas, con bordes redondeados.
La cola es corta, y mide entre el 62 y el 73% de su cuerpo en forma de disco. Esta es muy aplanada con un pliegue de piel que recorre ambos costados. La parte superior de la cola posee un aguijón dentado precedido por una aleta dorsal relativamente grande. La aleta caudal es en forma de lanza; corta y profunda. La piel está desprovista se dentículos dérmicos. Esta especie es de un color amarillento parduzco por la parte superior. Muchos ejemplares presentan pequeños lunares de color claro y un entramado en forma de red. Las aletas dorsal y caudal son más oscuras en los ejemplares juveniles, y en los adultos pueden ser moteadas. La parte inferior es completamente blanca y algunos ejemplares presentan manchas negras en la parte inferior de la cola. El sandyback stingaree es el pez raya más abundante de su especie en las costas australianas, y puede llegar a alcanzar los 89 cm (35 pulgadas) de largo. 

## Biología y ecología
Ecológicamente, U. bucculentus es el homólogo de aguas templadas de la raya patchwork stingaree(?) de aguas tropicales. Sus presas principales son los crustáceos.  Se ha podido observar que las hembras pueden llegar a usar sus aguijones para rechazar pretendientes machos no deseados. Un espécimen fue hallado con un aguijón partido que se había clavado en su espalda hacía ya un tiempo.  Su reproducción es la de un vivíparo no placentario y, probablemente, los embriones se alimentan por medio de leche uterina histotrófica, como ocurre en otros peces raya de su especie. Las hembras paren entre 1 y 5 crías, en años alternos, después de una gestación de 14 a 19 meses. Los recién nacidos miden entre 17 cm (6,7 pulgadas) de largo. Los machos alcanzan la madurez sexual cuando han logrado un tamaño aproximado de 40 cm (16 pulgadas) de largo, y las hembras con un tamaño aproximado de 50 cm (20 pulgadas) de largo. Su gran tamaño como adultos sugiere un ritmo de crecimiento relativamente lento.  Se conoce un parásito de esta especie: el monogéneo  Calicotyle urolophi.

## Interacciones con los humanos
Junto con U. viridis, U. bucculentus contribuye considerablemente al número de capturas accesorias de rayas del Southern and Eastern Scalefish and Shark Fishery (SESSF) (Pesca de Tiburones y Pez Espada del Sur y del Este) que operan en Nueva Gales del Sur. También puede ser capturado accidentalmente por el Oceanic Prawn Trawl Fishery (Pesca de Arrastre de la Gamba Oceánica) y otras pesquerías de la zona. Se encuentra sometido a menor presión de captura en la zona del Bass Strait (Estrecho de Bass) y el oeste de Tasmania.  Este pez raya es comestible pero no se comercializa y suele ser desechado por los pescadores debido a la dificultad de manejarlo dado su aguijón.  Si bien falta información específica, controles llevados a cabo sobre redes de arrastre han mostrado que las capturas de las rayas stingaree en las aguas y los taludes continentales de Nueva Gales del Sur, han decrecido en un 65 % entre los años 1976 al 1977. Dada la actividad llevada a cabo por la Southern and Eastern Scalefish and Shark Fishery (SESSF) (Pesca de Tiburones y Pez Espada del Sur y del Este) la captura de la especie, sigue siendo alta. La Unión Internacional para la Conservación de la Naturaleza, la UICN, ha declarado a esta especie como especie vulnerable. La especie se verá beneficiada, en principio, por dicha medida implantada por el plan del 2004 del Australian National Plan of Action for the Conservation and Management of Sharks (Plan Nacional Australiano de Acción para la Conservación y la Gestión de Tiburones).  